# جون ر. باس
جون ر. باس (بالإنجليزية: John R. Bass)‏ هو دبلوماسي أمريكي، ولد في 1964 في نيويورك في الولايات المتحدة.